# すいへーりーべ!
『すいへーりーべ!』は、吾妻ナオミの漫画作品。『月刊少年ブラッド』（ソフトバンククリエイティブ）2006年5月号から11月号まで連載されたが、同誌の休刊に伴い2007年1月よりウェブコミック誌『FlexComixブラッド』に移行し、同年4月25日更新分まで連載された。全10話。

## ストーリー
小林哲は生物部に仮入部するため、理科室を訪れるがそこに突如、窓を突き破ってUFOが出現し、そのUFOから降りて来た謎の少女・ランに命じられてウサギのような生物を捕獲する。結局、哲には何が起きたのか理解不能なまま、ランはUFOに乗って飛び立ってしまう。そこへ顧問が戻って来るが、哲は強引に部長職を押し付けられて生徒会に出ることになってしまう。
生徒会では部員が5名に満たないことや顧問が予算を使い込んでいる疑惑を理由に挙げ、生物部廃部は既定路線として扱われていたが、哲は1日で部員を集めることを宣言して廃部を延期してもらい、手当たり次第に入部を勧誘するも誰も生物部に入ってくれない。その翌日、前日にUFOから現れたランが「鳥海蘭」と名乗って哲のクラスに転校して来る。

## 登場人物
生物部員は元素記号、生徒会メンバーは抗生物質の名称が元ネタになっている（単行本1・2巻あとがきより）。

### 生物部
小林 哲（こばやし てつ）
主人公。中学1年生。マンション住まいのため子供の頃、自分になついていた野良猫が保健所に処分された体験から人間の都合で動物の命を奪うことに強い抵抗がある。生物部に仮入部しようとした際、顧問の先生から強引に部長職を押し付けられ、部員集めに四苦八苦する。
名前の由来はコバルト（Co）と鉄（Fe）。
ラン・トリウミ
ノイド星出身の宇宙人の少女。人間とほとんど変わらない外見を持つ。卒業課題でアクシデントで地球に拡散したノイド星特有の生物種（ノイディ）を回収するため、鳥海蘭（とりうみ らん）と名乗って哲と同じクラスに編入する。
名前の由来はトリウム（Th）とランタン（La）。
白金 涼香（しろがね すずか）
クラス委員を務める哲の同級生。自発的に行動する意思が乏しかったが、ノイディに襲われた所を哲とランに救われ「面白そうだから」と生物部に入部する。一応、ポスターなどの美術担当だが絵は下手。
名前の由来は白金（Pt）と錫（Sn）。
安久津 圭一（あくつ けいいち）
3組在籍の少年。自分の部屋に生えた巨大キノコと生物部が関係しているのではないかと疑い、部室へ出入りしていたが結局はノイディであったキノコを共同で駆除したことが縁で生物部に入部。以後、部のブレーンとなる。
名前の由来はアクチニウム（Ac）と珪素（Si）。
水元 倫太郎（みずもと りんたろう）
2組在籍の少年。イケメンで、女子生徒の人気も高いがランに一目惚れして生物部への入部を希望するものの、定員割れに伴う生物部廃部を目論む生徒会副会長・網星からもバンドに勧誘される。
名前の由来は水素（H）とリン（P）。

### 生徒会
明智 深一郎（あけち しんいちろう）
生徒会長。あれこれ難癖を付けて生物部の廃部を目論み、模範生でいずれ生徒会役員に登用するつもりであった涼香が生物部に入部したことにショックを受けて以降はさらに生物部を目の敵にしている。
名前の由来はメチシリン。
網星 春臣（あぼし はるおみ）
生徒会副会長。通称「パルさま」。ビジュアル系バンド「グリセリン」のリーダーでもあり、学校の内外を問わず女子生徒に人気がある。
名前の由来はアボパルシン。
春日 舞亜（かすが まいあ）
副会長。ツインテールが特徴の毒舌家で、水元の入部を賭けたトランプ勝負では「冷徹美少女」と紹介されていた。
名前の由来はカスガマイシン。
須藤 透真（すどう とうま）
会計担当。生徒会の中では生物部に対して比較的、好意的に接している。
名前の由来はストレプトマイシン。
番場 宏介（ばんば こうすけ）
書記。体育会系で力仕事を主に担当するが、今ひとつ影が薄い。
名前の由来はバンコマイシン。

### ノイド星アカデミー
クロム教官（クロムきょうかん）
ランの指導教官。ランのノイディ回収が進まないことに業を煮やし、抜き打ち試験を実施する。
名前の由来はクロム（Cr）。

## 既刊一覧
1. 2006年12月25日初版 ISBN 9784797337587
2. 2007年6月25日初版 ISBN 9784797342390